# لوسيان د. غاردنر
لوسيان د. غاردنر (بالإنجليزية: Lucien D. Gardner)‏ هو قاضي وسياسي أمريكي، ولد في 1876.